# Uniform Office Format
Uniform Office Format of UOF, is een in China ontwikkeld bestandsformaat voor kantoortoepassingen. UOF is op XML gebaseerd en wordt als een open standaard ontwikkeld. UOF kan zowel tekstbestanden, als spreadsheets en presentaties bevatten. Daarnaast kent de standaard de specificaties voor gebruikersinterfaces en API's. Het bestandsformaat concurreert met Office Open XML en met Open Document Format.

## Het bestandsformaat
Het bestandsformaat wordt sedert januari 2002 ontwikkeld door een werkgroep in een open structuur. De standaard is ontwikkeld omdat de gangbare standaarden op dat moment onvoldoende ondersteuning boden voor de Chinese taal en eigenschappen van de Chinese karakters. Het ontwikkelen van de standaard moet ook worden gezien in het kader van het streven naar meer onafhankelijkheid van softwareleveranciers die eigen standaarden opleggen.
De ontwikkeling is van groot belang gezien de omvang van de potentiële doelgroep en vormt daarmee een bedreiging voor de afzetmogelijkheden van met name Microsoft als grootste zelfstandige softwareleverancier.
Het bestandsformaat is, net als ODF en OOXML, gebaseerd op XML in een zipbestand.
Sedert 2006 wordt al regelmatig overlegd met OASIS over het samengaan van UOF en ODF. Dat is geen eenvoudige migratie, aangezien de beschrijvingswijze binnen de standaard afwijkend is.

## Implementaties van UOF

### Office-applicaties
De eerste applicatie die UOF ondersteunt is Evermore Integrated Office 2009, kortweg EIOffice 2009. Deze applicatie is ontwikkeld door het Chinese Evermore Software Co. Ltd.

### Converters
- ODF: Er bestaat conversieprogrammatuur van en naar ODF[3] Deze software is ontwikkeld tussen november 2005 en oktober 2006 door het Open Standard Lab van de Universiteit van Peking.[4]
- OOXML: Programmatuur voor conversie van en naar OOXML is in ontwikkeling.[5]